# Ursul (film din 2011)
Ursul este un film independent românesc de comedie din 2011 regizat de Dan Chișu. Rolurile principale au fost interpretate de actorii Șerban Pavlu, Mihai Constantin, Magda Catone, Claudiu Bleonț, Gabriel Spahiu, Andreea Grămoșteanu. Este cel de-al doilea film scris și regizat de Dan Chișu, muzica este semnată de Goran Bregovic. Mai multe elemente din scenariu par să fi fost preluate din povestirea La țară, în Estonia a scriitorului german Ingo Schulze.

## Distribuție
- Șerban Pavlu	...	Panduru
- Claudiu Bleonț	...	Marcelino
- Gabriel Spahiu	...	Cicanica
- Mihai Constantin	...	Celibataru'
- Magda Catone	...	Cecilia
- Andreea Grămoșteanu	...	Simona
- Șerban Celea	...	Omul Kaki
- Toma Cuzin	...	Ursaru
- Axel Moustache	...	Tarantino
- Gabriel Radu	...	Maradona
- Cosmin Seleși	...	Stoian
- Tudor Smoleanu
- Nicodim Ungureanu	...	Apetri